# Opération Birke

Carte américaine du retrait des forces allemandes de Finlande en 1944

L'opération Birke est une opération militaire allemande de la Seconde Guerre mondiale en Laponie.

## Arrière-plan
Les tentatives finlandaises pour trouver une sortie acceptable de la guerre au printemps 1944 ont alarmé les Allemands qui possédaient des entrepôts de taille dans le nord de la Finlande. En avril 1944, les Allemands ont commencé à construire des positions défensives contre les avancées possibles en provenance du sud,.

## Plan
Le nom Birke fut donné à l'opération du 9 avril 1944, sa tâche première étant d'assurer la protection des mines de nickel de Petsamo. L'opération fut préparée méticuleusement et se déroula en plusieurs phases. La première, nom de code Birke anschlagen (« abattre le bouleau »), consista à évacuer les entrepôts militaires et préparer les prochaines phases. La deuxième phase, nom de code Birke zerkleinern (« déchiqueter le bouleau ») envoyait des unités allemandes sur des positions fortifiées autour de Rovaniemi pendant qu'ils retardaient l'action.

## Opération
La première phase de l'opération s'est tenue le 3 septembre 1944 après que les Finlandais les ont informé de leur intentions. Bien que la première phase dut durer deux semaines, les Allemands ont pressé le pas et commencé la deuxième phase le lendemain, le 4 septembre. La 20e armée de montagne a évacué une grande quantité de matériel de guerre par la Norvège lors de l'opération Birke,,.

## Résultat
Quand les stocks allemands existants de nickel ont été jugées suffisants et que de nouveaux dépôts ont été créés en Autriche, l'importance de tenir la région de Petsamo et la Laponie a considérablement diminué. Dans le même temps, la défense de la Finlande du Nord engendrait de grosses difficultés logistiques et militaires. Ces facteurs ont permis aux généraux allemands d'obtenir le 4 octobre 1944 l'accord d'Hitler pour passer de l'opération Birke à l'opération Nordlicht, d'abandonner ainsi la Finlande du Nord pour aller fortifier Lyngen, en Norvège,.